# Mellansjön (Åseda socken, Småland)
Mellansjön är en sjö i Uppvidinge kommun i Småland och ingår i Alsteråns huvudavrinningsområde.